# Arnold Hague

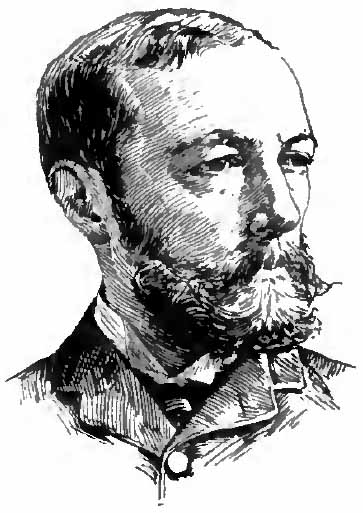
Arnold Hague

Arnold Hague (* 3. Dezember 1840 in Boston, Massachusetts; † 14. Mai 1917 in Washington, D.C.) war ein US-amerikanischer Geologe.

## Leben

### Ausbildung
Der Sohn eines Pfarrers und jüngere Bruder von James Duncan Hague (1826–1908) studierte während des amerikanischen Bürgerkriegs (er hatte sich als Freiwilliger gemeldet, war aber aus physischen Gründen nicht genommen worden) an der Yale University (Sheffield Scientific School) Naturwissenschaften und speziell Chemie, Geologie (bei James Dwight Dana) und Bergbau mit dem Abschluss 1863. Zu seinen (älteren) Mit-Studenten am Sheffield Scientific College gehörten Clarence King (mit dem er sich befreundete), Josiah Willard Gibbs und Othniel Charles Marsh. Er setzte sein Studium danach drei Jahre in Deutschland – in Göttingen (Erlernen der deutschen Sprache), Heidelberg (im Labor von Robert Bunsen) und an der Bergakademie Freiberg – fort. Von Bunsen hatte er wahrscheinlich schon die Idee einer Einteilung vulkanischer Gesteine in pyroxenische Magmen (Basalt), trachytische Magmen (Feldspat enthaltend) und Mischbildungen daraus (das floss in seine spätere Diskussion des Vulkanismus in Nevada ein). Er versuchte sich während dieser Zeit mehrmals freiwillig zum Wehrdienst melden, wurde aber immer zurückgewiesen, zuletzt kurz vor Ende des Krieges in einem persönlichen Schreiben von Abraham Lincoln selbst. 1865 ging er an die Bergakademie Freiberg, wo er erstmals Samuel F. Emmons traf, der dort schon ein Jahr studiert hatte und mit dem er sich ebenfalls befreundete. In Freiberg lernte er geologisches Kartieren und Petrographie nach dem Lehrbuch seines dortigen Lehrers Bernhard von Cotta.

### Berufliche Tätigkeit
Nach der Rückkehr 1867 nahm er an der staatlichen Erkundungsmission quer durch die USA am 40. Breitengrad (Geological Exploration of the Fortieth Parallel) quer durch die Kordilleren des amerikanischen Westens teil unter dem Chef-Geologen Clarence King und mit Emmons als weiterem Assistenten (dort war eine transkontinentale Eisenbahnlinie geplant). Dabei war er in Kalifornien und Nevada, untersuchte die Comstock Lode Silbermine und das dort verwendete Amalgamationsverfahren (Washoe Prozess) zur Silbergewinnung. Mit Samuel F. Emmons kartierte er das Great Basin in Utah und Nevada, was damals vor dem Ausbau der entsprechenden transkontinentalen Eisenbahnlinien große Strapazen erforderte.
1877 wurde er Staatsgeologe in Guatemala, wo er Vulkane und Bodenschätze untersuchte, und 1878 untersuchte er im Auftrag der chinesischen Regierung Bodenschätze (Silber, Gold, Blei) in Nordchina. Bei Gründung des US Geological Survey 1879 war er einer der dort angestellten Geologen und untersuchte das Eureka County in Nevada. 1883 wurde er zuständiger Geologe für den Bereich des Yellowstone Park, wo er unter anderem die Geysire untersuchte.

## Mitgliedschaften und Ehrungen
1885 wurde er Mitglied der National Academy of Sciences und 1903 der American Philosophical Society. Er war Ehrendoktor der Columbia University und der University of Aberdeen. 1900 war er Vizepräsident des Internationalen Geologenkongresses in Paris, 1910 bei dem in Stockholm und 1913 bei dem Kongress in Toronto. 1910 wurde er Präsident der Geological Society of America.

## Schriften
- mit Emmons: Descriptive Geology, in Reports of the Exploration of the Fortieth Parallel, Band 2, Washington, D.C. 1877
- The Volcanoes of California, Oregon, and Washington Territory, 1883
- The Volcanic Rocks of the Great Basin 1884
- On the Development of Crystallization in the Igneous Rocks of Washoe 1885
- Nevada, with Notes on the Geology of the District, 1885
- The Volcanic Rocks of Salvador, 1886